# Kyo (album)
Albums de Kyo
Le Chemin
(2003)
Kyo est le premier album du groupe Kyo sorti en 2000. 
Du fait des débuts plutôt modestes du groupe, cet album est passé inaperçu et n'eut pas un grand succès (40 000 exemplaires[réf. nécessaire]). La chanson Fermons les yeux, est une reprise de la bande originale du film Le Dernier des Mohicans avec des paroles écrites par le groupe lui-même.

## Liste des pistes
| No  | Titre                    | Durée |
| --- | ------------------------ | ----- |
| 1.  | Il est temps             | 3:23  |
| 2.  | Mes racines et mes ailes | 3:52  |
| 3.  | Je n'veux pas oublier    | 3:42  |
| 4.  | La vérité nous ment      | 3:05  |
| 5.  | Un sourire aux anges     | 3:40  |
| 6.  | Telle est ma prière      | 3:50  |
| 7.  | Comme le monde est grand | 3:46  |
| 8.  | C'est pas juste          | 3:50  |
| 9.  | C'est ma faute           | 3:20  |
| 10. | Regardez-moi             | 3:38  |
| 11. | Fermons les yeux         | 3:48  |